# Через всі роки
«Через всі роки» (рос. «Через все годы») — радянський художній фільм-мелодрама 1984 року, знятий режисером Василем Ординським на кіностудії «Мосфільм».

## Сюжет
Олександр Дьомін і Васса Дружиніна полюбили один одного ще в шкільні роки. У 1930-ті роки через несправедливий арешт батька Васса покинула маленьке Приволзьке містечко. Пізніше вони зустрілися, але війна розлучила їх до весни 1945 року. Вони знайшли один одного в тихому німецькому містечку і відразу ж зіграли фронтове весілля, а вранці Васса загинула…

## У ролях
- Ольга Битюкова — Васса Дружиніна
- Андрій Альошин — Саша
- Герман Юшко — епізод
- Ірина Губанова — Ольга Дружиніна
- Андрій Мартинов — батько
- Майя Булгакова — Олена Степанівна Дьоміна
- Олена Мельникова — Катя
- Олена Сотникова — Надя
- Юрій Горобець — епізод
- Віра Каншина — епізод
- Ганс Іохім Реріг — епізод
- Андрій Арзяєв — епізод
- Людмила Полякова — епізод
- Леонід Куравльов — Орєхов
- Володимир Басов — епізод
- Ніна Агапова — перекладачка
- Людмила Давидова — блондинка
- Віктор Лазарев — епізод
- Михайло Брилкін — Мефодій

## Знімальна група
- Режисер — Василь Ординський
- Сценаристи — Василь Ординський, Олег Стукалов-Погодін
- Оператор — Михайло Біц
- Композитор — Веніамін Баснер
- Художник — Георгій Колганов